# Gare de Rivoli
Pour les articles homonymes, voir Rivoli (homonymie).
La gare de Rivoli est une gare ferroviaire française, fermée et détruite, de la ligne de Bastia à Ajaccio (voie unique à écartement métrique), située sur le territoire de la commune de Bastia, dans le département de la Haute-Corse et la Collectivité de Corse (CdC).

## Situation ferroviaire
Établie à 19 mètres d'altitude, la halte de Rivoli est située au point kilométrique (PK) 2,215 de la ligne de Bastia à Ajaccio (voie unique à écartement métrique), entre les haltes de Lupino (AF) et de Bassanese (AF).
Elle dispose d'un quai court, détruit en 2023 lors des travaux de réaménagement de la gare de Bassanese

## Patrimoine ferroviaire
Il ne reste rien de la halte, le quai et l'abri ayant été détruits.